# Frédéric Dumoulin
Frédéric Ferdinand Jacob Dumoulin (en allemand Friedrich Ferdinand Jakob Dumoulin) était un militaire néerlandais puis prussien, né le 13 octobre 1776 à La Haye, dans les Provinces-Unies et mort le 16 juin 1845 à Berlin, dans le royaume de Prusse. 
Il participa aux guerres napoléoniennes puis fut le commandant militaire de la forteresse de Luxembourg de 1815 à 1842.

## Biographie

### Origines
Frédéric Dumoulin est le fils de Johanna Hildegardeet de Karl Dietrich Dumoulin, un lieutenant-général de l'armée néerlandaise commandant et gouverneur de la forteresse de Sluis. 
Son grand-père Ferdinand Théophile Dumoulin (1688-1730) était le commandant de la citadelle de Namur. 
Il est le frère du général prussien Peter Dumoulin (de).
Il se marie le 4 janvier 1813 avec Johanna Karoline Sophie von Bojanowski.
Dans son évaluation de 1804, on peut lire : « De bonnes mœurs, s'efforce avec ardeur au service, a appris les mathématiques, la géométrie et le dessin de plans, parle le français, le hollandais et l'anglais ».

### Carrière militaire
Frédéric Dumoulin commence sa carrière militaire le 13 octobre 1790 comme cadet dans le corps des mineurs hollandais. Le 30 juillet 1792, il s'engage dans la marine de la république des Provinces-Unies, puis, le 10 novembre 1792, il devint enseigne de vaisseau dans le régiment d'infanterie « Westerloo ». 
Pendant la guerre de la première coalition, il combat aux Pays-Bas lors du siège de Bréda et des combats de Linselles lors de la bataille de Hondschoote. C'est à cette époque qu'il devint lieutenant dans la garde hollandaise le 20 février 1794. En 1796, il quitta les services de l'armée néerlandaise pour l'armée prussienne où il fut engagé le 6 septembre 1797 comme lieutenant secrétaire dans le régiment d'infanterie de Hesse-Cassel.
Grièvement blessé d'une balle dans la cuisse gauche lors de la bataille d'Auerstaedt pendant la guerre de la quatrième coalition, il fut incorporé dans le 1er régiment à pied de la Garde après la paix de Tilsit le 19 mai 1808 et promu premier-lieutenant le 6 novembre.
Après un transfert à Kolberg il fut promu major le 8 mars 1813. Le 27 décembre, il rejoint le lieutenant-général von Bülow en tant qu'officier d'état-major et le 6 août 1814, il fut nommé comme officier de liaison à La Haye puis participe au siège de Longwy, non loin de Luxembourg pendant la campagne de France.

### Commandant de la forteresse de Luxembourg

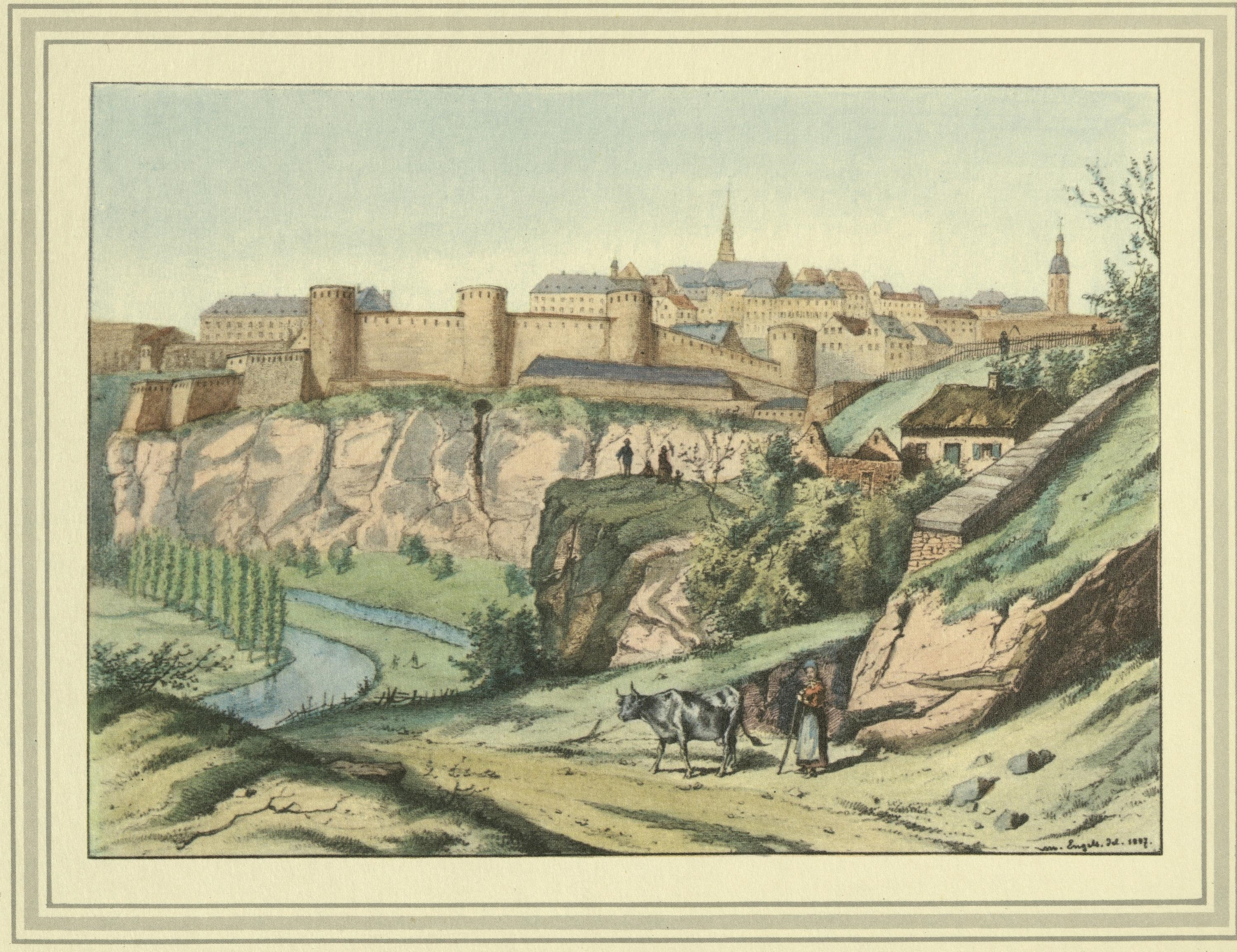
Frédéric Dumoulin fut le comandant militaire de la forteresse de Luxembourg, qui abritait une garnison de l'armée prussienne en vertu de l'attachement du Grand-duché à la confédération germanique.

Le 15 avril 1815, Frédéric Dumoulin fut nommé commandant de la forteresse de Luxembourg qu'il dirigea jusqu'en 1842, principalement épaulé par le gouverneur de la forteresse Louis-Guillaume de Hesse-Hombourg. Il était à la tête de la garnison de l'armée prussienne, présente dans le Grand-duché en vertu de l'appartenance de ce dernier à la confédération germanique.
Il devint lieutenant-colonel le 3 octobre 1815 puis fut promu colonel le 19 septembre 1818 et major-général le 30 mars 1829. 
À la suite de la participation luxembourgeoise à la Révolution belge de 1830, il demeura fidèle au grand-duc de Luxembourg, Guillaume Ier qui était également le roi des Pays-Bas. Il eut à gérer sa forteresse pendant la période de l'annexion du Grand-duché de Luxembourg par la Belgique lors de laquelle seul un rayon de deux lieues centré autour du glacis ne pouvait être  administré par les belges, selon la convention de Londres de 1833. Cela entraina des tensions, notamment avec le commandant des forces belges de la province de Luxembourg, le général Frédéric de Tabor. Plusieurs incidents furent à déplorer, à commencer par une contre-révolution menée par les « orangistes » puis, en 1838, l'affaire de Strassen, lorsque le général Dumoulin envoya une troupe de 1 200 hommes à Strassen afin d'y enlever un drapeau belge, hissé en guise de protestation à la future scission du Luxembourg. Son action fut prise comme un acte d'invasion par les belges, mais fut saluée par les différents états membres de la confédération ainsi que par le Royaume-Uni.

### Fin de carrière et décès
Le 30 mars 1839, il fut promu lieutenant-général puis prit sa retraite le 11 août 1842. Sa blessure de la Bataille d'Auerstaedt l'obligea à subir une opération l'année suivante, au cours de laquelle il perdit son sang le 16 juin 1845 et décéda par la suite. Il fut enterré le 21 juin 1845 aux cimetière des Invalides.

## Hommages

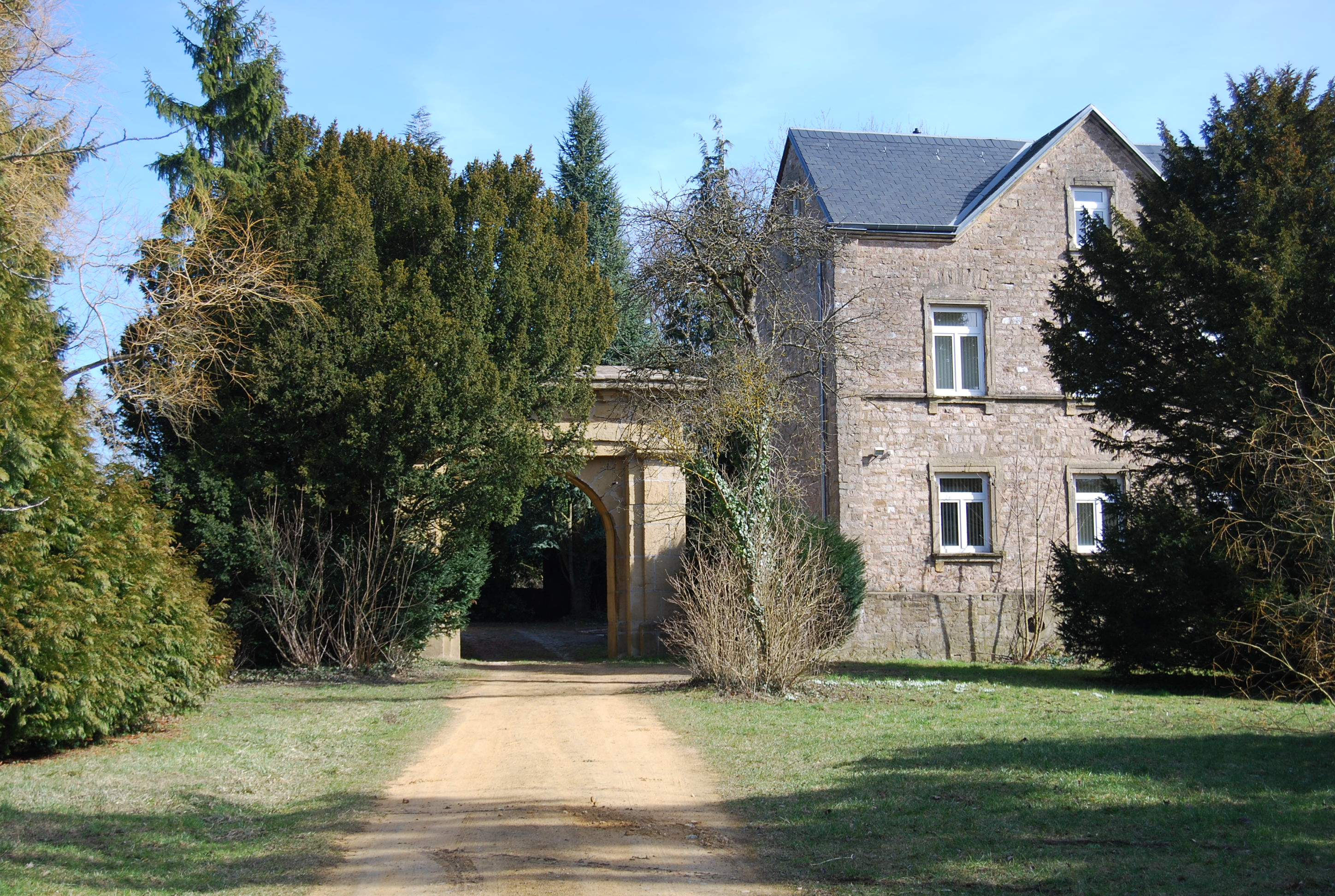
Ce qu'il reste de l'entrée du fort Dumoulin, qui porte le nom de Frédéric Dumoulin, dans la forteresse de Luxembourg.

- Le fort Dumoulin (lb) de la forteresse de Luxembourg porte son nom.

## Distinctions
- Croix de fer sur ruban blanc (novembre 1813)
- Croix de fer de première classe (18 juin 1816)
- Croix de Commandeur de l'Ordre du Mérite militaire néerlandais (nl) (6 septembre 1835)
- Ordre de la Couronne de chêne
- Ordre de l'Aigle rouge de 1re classe
- Ordre de Saint-Vladimir de troisième classe
- Ordre militaire de Guillaume (13 avril 1831)